# 12. Kavallerie-Brigade (Deutsches Kaiserreich)
Die 12. Kavallerie-Brigade war ein Großverband der Preußischen Armee.

## Geschichte
Die 12.  Kavallerie-Brigade wurde am 5. September 1818 als Kavallerie-Brigade der 12. Division in Neiße aufgestellt und am 22. Dezember 1919  in 12. Kavallerie-Brigade umbenannt. Bis zum Ausbruch des Ersten Weltkrieges war sie Teil der 12. Division, die dem VI. Armee-Korps in Breslau zugeordnet war. Während des Krieges unterstand sie der 5. Kavallerie-Division,  die zum  Höheren Kavallerie-Kommando Nr. 1 (befehligt von General Manfred von Richthofen bis 22. September 1916, danach von General Götz von König), gehörte.

### Gliederung
- 1820 bis 1851

Husaren-Regiment „Graf Goetzen“ (2. Schlesisches) Nr. 6, 2. Ulanen-Regiment (Schlesisches)
- 1852 bis 1866

Wie vor, zusätzlich 6. Landwehr-Husaren-Regiment und 2. Landwehr-Ulanen-Regiment
- 1867

Wie vor, zusätzlich 3. Schlesisches Dragoner-Regiment Nr. 15
- 1868 bis 1869

Wie vor, ohne die Landwehr-Regimenter 
- 1871 bis 1913

Husaren-Regiment Graf Goetzen (2. Schlesisches) Nr.6 und Ulanen-Regiment von Katzler (Schlesisches) Nr.2
- 1913 bis 1914

Husaren-Regiment „von Schill“ (1. Schlesisches) Nr. 4 und Husaren-Regiment Graf Goetzen (2. Schlesisches) Nr.6
- Kriegsgliederung 1914

Wie vor

### Deutsch-Dänischer Krieg 1864
Im Deutsch-Dänischen Krieg war die Brigade unter Führung des Generals Eduard von Hobe an den Kämpfen beteiligt.

### Deutscher Krieg 1866
Im Krieg Preußens gegen das Kaisertum Österreich nahm die Brigade an den Kämpfen teil.

### Deutsch-Französischer Krieg 1870/1871
Im Krieg gegen Frankreich war die Brigade im Verband der 13. Division an den Kämpfen beteiligt.
General Adalbert von Bredow führte die Brigade in der Schlacht bei Vionville-Mars-la-Tour. Dabei gelang es ihm – unter großen Opfern – in einer Offensive den Gegner zu vertreiben. 

### Erster Weltkrieg
Mit Beginn des Krieges war  die Brigade im Verband der 5. Kavallerie-Division an den Kämpfen an der Westfront beteiligt, bis sie Ende Oktober 1914 an die Ostfront verlegt wurde, wo sie bis zum Kriegsende verblieb.
Zu den Kampfhandlungen, Gefechten und Schlachten siehe Kampfgeschehen der 5. Kavallerie-Division.

### Brigadekommandeure
| Name                                    | Datum                                   |
| --------------------------------------- | --------------------------------------- |
| Otto von Stoessel                       | 20. Oktober 1818 bis 17. Juni 1825      |
| Friedrich Ludwig Karl Baron von Stjiern | 18. Juini 1825 bis 29. März 1829        |
| Peter von Colomb                        | 30. März 1829 bis 29. März 1838         |
| Karl von Rheinbaben                     | 30. März 1838 bis 21. März 1843         |
| Adolf Westphal von Bergener             | 22. März 1843 bis 26. März 1847         |
| Hans von Auerswald                      | 27. März 1847 bis 6. März 1848          |
| Wilhelm von Tresckow                    | 7. März 1848 bis 22. Mai 1854           |
| Dietrich Karl Heinrich von Sobbe        | 23. Mai 1854 bis 31. Mai 1856           |
| August von Oelrichs                     | 1. Juni 1856 bis 13. Juni 1859          |
| Wilhelm zu Stolberg-Wernigerode         | 14. Juni 1859 bis 23. Juli 1861         |
| Hans Friedrich von Kotze                | 24. Juli 1861 bis 15. September 1862    |
| Richard von Kalckreuth                  | 16. September 1862 bis 4. März 1867     |
| Enno von Colomb                         | 5. März 1867 bis 18. Juli 1870          |
| Adalbert von Bredow                     | 19. Juli 1870 bis 17. Januar 1871       |
| Theodor Viktor von Schauroth            | 18. Januar 1871 bis 21. Januar 1874     |
| Karl von Unger                          | 22. Januar 1874 bis 11. Juni 1877       |
| Hugo von Knobloch                       | 12. Juni 1877 bis 11. Juni 1880         |
| Hubert von Meyerinck                    | 12. Juni 1880 bis 6. Dezember 1880      |
| Gottlieb Graf von Haesler               | 7. Dezember 1880 bis 16. Oktober 1883   |
| Friedrich Wilhelm von Niesewand         | 17. Oktober 1883 bis 18. September 1888 |
| Wilhelm von Zastrow                     | 19. September 1888 bis 15. Juni 1891    |
| Eugen von Entreß-Fürsteneck             | 16. Juni 1891 bis 14. Juli 1893         |
| Friedrich von Müller                    | 15. Juli 1893 bis 13. Juli 1895         |
| Gustav von Bonin                        | 14. Juli 1895 bis 23. Mai 1898          |
| Eugen Rudolf Ernst von Hirschfeld       | 24. Mai 1898 bis 17. April 1901         |
| Willibald von Schmettow                 | 18. April 1901 bis 13. Juni 1904        |
| Otto von Schack                         | 14. Juni 1904 bis 25. April 1907        |
| Adalbert von Rothkirch und Panthen      | 26. April 1907 bis 19. Februar 1909     |
| Max Krieger                             | 20. Februar 1909 bis 12. September 1911 |
| Albrecht von Pfeil und Klein-Ellguth    | 13. September 1911 bis 27. August 1914  |
| Viktor von Lepel                        | 28. August 1914 bis Dezember 1915       |
| Arthur von Lupin                        | Dezember 1915 bis 24. Mai 1918          |
| Ernst Ritter und Edler von Loesl        | 25. Mai 1918 bis Kriegsende             |